# 1617 Alschmitt
Alschmitt (asteróide 1617) é um asteróide da cintura principal, a 2,7672385 UA. Possui uma excentricidade de 0,1338204 e um período orbital de 2 085,71 dias (5,71 anos).
Alschmitt tem uma velocidade orbital média de 16,66377639 km/s e uma inclinação de 13,25613º.
Esse asteróide foi descoberto em 20 de Março de 1952 por Louis Boyer.